# Gupsar
Gupsar - skóra z rocznego cielaka, wyprawiona na miękko i wypełniona powietrzem; tradycyjnie używana do przeprawiania się przez rwące rzeki Tadżykistanu.
Trzy nogi są zaszyte, w czwartą wstawia się rurkę i przez nią wdmuchuje powietrze. Po szczelnym zamknięciu powstaje rodzaj pływaka. Gupsary były tradycyjnie używane w Tadżykistanie do budowy tratw i przeprawiania się przez rwące rzeki. Przeprawiający się wpław przywiązywał lewą rękę mocno do gupsaru, aby nie wyrwała go woda, następnie obejmował pływak kolanami i wskakiwał w nurt, posługując się drugą ręką jak wiosłem. W celu przeprawienia towarów związywano kilka-kilkanaście gupsarów, otaczano belkami i przykrywano deskami. Taka tratwa mogła unieść do 800 kilogramów; obsługa składała się z 4-6 osób płynących wpław po bokach tratwy.